# Conița Lena
Conița Lena (pseudonimul Elenei Predescu; n. 19 iulie 1949, Titu, România) este o poetă română. Membră  a Uniunii Scriitorilor din România.

## Date biografice
- Conița Lena (Elena Predescu) s-a născut la 19 iulie 1949, în loc. Titu, județul Dâmbovița. A urmat Școala Elementară în loc Ștefănești, Liceul Zinca Golesu, Pitești, Școala Populară de Artă, Flaut, canto clasic.

## Debut
- Revista Luceafărul, sub numele de Eliseea Codreanu, 1981;
- Ziua Literară, sub numele de Conița Lena, 2003.

## Colaborează la revistele
- Poesis, Lucefărul, Poezia, Nord Literar, Paradigma XXI, Argeș s.a.

## Volume publicate
- Ușă de biserică, Ed. Junimea, 2005;
- KENUO, floare cheală, Ed. Tiparg, 2007;
- SUPRADOZA, poeme de uscat zilele, Ed. Tiparg, 2008.

## Premii
- Premiul pentru cartea de poezie, Festivalul Sensul iubirii, Turnu Severin, 2005;
- Premiul de debut al U.S.R., Filiala Argeș, 2006;
- Premiul pentru literatură al revistei Arge, 2008.